# Баркулабовская летопись
Баркула́бовская ле́топись (Варколабовская летопись) — белорусско-литовская летопись, составленная в конце XVI — начале XVII века на западнорусском языке.

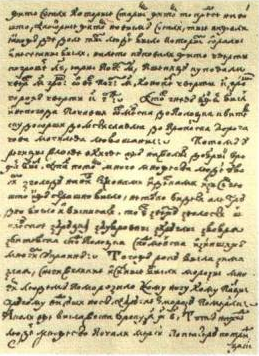
Лист Баркулабовской летописи

## Описание
Баркулабовская летопись охватывает события с 1563 до 1608 года. Главное место в нем занимают рассказы о деятельности казачества под руководством Северина Наливайко, отряды которого действовали на Украине и в Белоруссии. В частности, о сожжении отрядами Наливайко Могилёва в 1595 году, массовых убийствах и ограблении местных жителей. В летописи отображена жизнь и быт русинов того времени, изложена история белорусских городов (Орши, Минска и других).
Автором считается священник белорусского селения Борколабово (находилось вблизи Старого Быхова) Фёдор Филипович, либо служивший в его церкви дьякон или псаломщик. Составитель произведения — сторонник православия и политический выразитель интересов тех сил, которые стремились к единению украинского и белорусского народов против социального и национального притеснения. В летописи содержатся некоторые материалы общего характера, о литовских и польских сеймах, о Лжедмитрии II.
Баркулабовская летопись занимает конец рукописного сборника, хранящегося в Отделе рукописей Государственного исторического музея в Москве (Синодальное собрание, № 790). Написана летопись белорусской скорописью XVII в.